# Nuštar
Nuštar är en ort i Kroatien.   Den ligger i länet Srijem, i den östra delen av landet, 230 km öster om huvudstaden Zagreb. Nuštar ligger 88 meter över havet och antalet invånare är 3 624.
Terrängen runt Nuštar är mycket platt. Runt Nuštar är det ganska tätbefolkat, med 75 invånare per kvadratkilometer. Närmaste större samhälle är Vinkovci, 5,7 km sydväst om Nuštar. Trakten runt Nuštar består till största delen av jordbruksmark.